# فاوستو ريتشي
فاوستو ريتشي (بالإيطالية: Fausto Ricci)‏ هو متسابق دراجات نارية إيطالي. نافس في سباقات بطولة العالم لفئة 250 سي سي ولفئة 125 سي سي ولفئة 50 سي سي. فاز بجائزة إيطاليا الكبرى للدراجات النارية سنة 1984 التي أقيمت في حلبة ميزانو الدولية.

## روابط خارجية
- فاوستو ريتشي على موقع MotoGP.com (الإنجليزية)